# Donaldo III da Escócia
Donaldo III (c. 1040 – 1099), apelidado de Donaldo, o Justo ou Donaldo, o Branco, foi o Rei da Escócia de 1093 até ser deposto em 1094 por seu sobrinho Duncan II, e depois de 1094 até ser deposto novamente em 1097 por seu outro sobrinho Edgar. Ele era filho do rei Duncan I e sua esposa Suthen, chegando ao trono pela primeira vez após a morte de seu irmão Malcolm III.